# Селюков, Сергей Николаевич
Сергей Николаевич Селюков (8 сентября 1896 — 22 июня 1989) — советский военачальник, генерал-майор (1945).
Биография
Родился 8 сентября 1896 года в селе Тетеревино Лесковской волости Белгородского уезда Курской губернии (ныне Прохоровского района Белгородской области).
До службы в армии С. Н. Селюков работал путевым рабочим на железнодорожной станции Бахмут, с 1913 года — грузчиком и вагоновожатым в тоннели на Северо-Донецкой железной дороге.
В Первую мировую войну 15 мая 1915 года он был мобилизован на военную службу в Русскую императорскую армию и направлен в запасной пехотный полк в г. Белый Ключ. После двухмесячного пребывания в полку зачислен в учебную команду, по ее окончании проходил службу младшим и старшим унтер-офицером. В конце февраля 1916 года назначен вахмистром и направлен на Кавказский фронт, где воевал в команде конных разведчиков 15-го Кавказского стрелкового полка 4-й Кавказской стрелковой дивизии. 25 января 1917 года направлен в запасной полк в г. Житомир, а оттуда 20 апреля убыл на фронт в 489-й Рыбинский пехотный полк.
В Гражданскую войну С. Н. Селюков в ноябре 1917 года вступил в Красную гвардию и работал по формированию красногвардейских отрядов при Корочанском Совете рабоче-крестьянских депутатов. 10 января 1918 года вступил красногвардейцем в 1-й Курский летучий кавалерийский дивизион, который сражался с германскими войсками в Фатежском, Тимском и Белгородском уездах. В начале мая он влился в формируемый 1-й Курский кавалерийский полк. В июне вместе с полком убыл на Южным фронт под Борисоглебск. В октябре 1918 года С. Н. Селюков был назначен старшим телефонистом в команду связи, а с января 1919 года исполнял должность помощника начальника связи этого полка. В последующем этот полк был переименован сначала в 3-й Курский кавалерийский дивизион, затем во 2-й кавалерийский полк в составе 14-й кавалерийской бригады. С ноября 1919 года служил помощником начальника связи и начальником связи 6-го кавалерийского полка этой же 14-й кавалерийской бригады конной группы 9-й армии под командованием М. Ф. Блинова, переформированной затем во 2-ю Ставропольскую кавалерийскую дивизию имени М. Ф. Блинова. В составе этого полка и дивизии воевал до конца войны. Участвовал в боях с войсками генералов А. И. Деникина, П. Н. Врангеля, в борьбе с вооруженными формированиями Н. И. Махно, отрядами Маслака и других на юге Украины и в Донской области.
После войны в конце 1922 года С. Н. Селюков был переведен в 26-й кавалерийский полк этой же дивизии на должность политрука пулеметного эскадрона. В конце 1924 года направлен на кавалерийские КУКС в Ленинграде. По окончании в 1925 году назначен командиром эскадрона 28-го Таманского кавалерийского полка этой же 5-й Ставропольской кавалерийской дивизии имени М. Ф. Блинова (бывшая 2-я), с июня 1927 года исполнял должность начальника полковой школы полка.
С августа 1930 по ноябрь 1933 года состоял в распоряжении IV (разведывательного) отдела Штаба РККА, находился в командировке в Монголии в качестве инструктора отдельного полка 5-й кавалерийской дивизии и 1-го отдельного кавалерийского дивизиона МНР А.
По возвращении в СССР он был назначен помощником командира по материальному обеспечению 44-го кавалерийского полка 11-й кавалерийской дивизии СКВО. С ноября 1934 по май 1935 года проходил подготовку на кавалерийских КУКС РККА в г. Новочеркасске, после учебы вернулся на прежнюю должность. Затем с дивизией убыл в Белорусский ВО, в июле 1937 года назначен помощником командира 46-го Уральского кавалерийского полка этой дивизии. В том же месяце переведен в 6-ю Чонгарскую кавалерийскую дивизию на должность командира 34-го кавалерийского полка, переформированного затем в 152-й Терский казачий Ростовский полк. В феврале 1941 года полковник С. Н. Селюков назначен заместителем командира 108-й стрелковой дивизии 44-го стрелкового корпуса Западного Особого ВО. 16 июня он получил задачу выехать на станцию Ждановичи для приема эшелонов с частями дивизии. К 22 июня 1941 года прибыло всего шесть стрелковых батальонов.
Великая Отечественная война
С началом войны 24 июня 1941 года дивизия продолжала сосредоточение под Минском. Лишь 25 июня она прибыла в указанный район и заняла оборону, опираясь на Минский укрепленный район. Решением командования фронтом из дивизии была изъята вся противотанковая артиллерия, по 12 пулеметных расчетов из каждого полка, а также один стрелковый полк. Однако в течение 6 дней части дивизии в составе 13-й армии Западного фронта успешно вели борьбу с превосходящими силами противника, а с 28 июня — в условиях окружения. Всего дивизией в этих боях, по докладам командиров полков, было уничтожено 112 танков и бронемашин и до 2000 пехоты, сбито 12 самолетов. Со 2 июля она, по приказу командующего армией генерал-лейтенанта В. И. Кузнецова, выходила из окружения лесами в направлении Рогачев, Быхов. К этому времени в ней осталось всего 300—350 человек. С 4 июля ее остатки пробивались отдельными группами по 50-60 человек. 10 июля 1941 года полковник С. Н. Селюков с одной из групп вышел из окружения в районе с. Голинка.
После чего он был отозван в Москву в Инспекцию кавалерии РККА и находился в распоряжении главнокомандующего войсками Юго-Западного направления Маршала Советского Союза С. М. Буденного. В конце июля он был назначен командиром 43-й кавалерийской дивизии, входившей в конную группу Борисова. 13 октября был ранен и находился на излечении в госпитале. 25 ноября он назначается командиром 83-й кавалерийской дивизии, входившей в состав 61-й армии резерва Ставки ВГК. В начале декабря дивизия была переброшена под Москву и сосредоточена в районе Ряжск, Раненбург, Мичуринск. С 9 декабря в составе Юго-Западного, а с 24 декабря — Брянкого фронтов вела наступательные бои на болховском и орловском направлениях. С 13 января 1942 года была передана в состав Западного фронта. 22 марта в боях за г. Мценск полковник С. Н. Селюков был тяжело ранен и эвакуирован в Москву.
По излечении в июле 1942 года его назначили начальником Чкаловского пулеметного училища. С июля 1943 года — начальник окружных курсов младших лейтенантов Южно-Уральского ВО.
Послевоенная карьера
После окончания войны в октябре 1945 года курсы были расформированы, а генерал-майор С. Н. Селюков назначен начальником Чкаловского пехотного училища. В сентябре 1946 года назначен на должность начальника военной кафедры Пятигорского педагогического института.
15 апреля 1947 года уволен в отставку.
Скончался 22 июня 1989 года.
Воинские звания
- Полковник;
- Генерал-майор (20.04.1945).

Награды
- Орден Ленина;
- 2 ордена Красного Знамени;
- Орден Отечественной войны 1-й степени;
- Орден Красной Звезды;
- Медаль «За доблестный труд. В ознаменование 100-летия со дня рождения Владимира Ильича Ленина»;
- Медаль «ХХ лет РККА»;
- Медаль «За победу над Германией в Великой Отечественной войне 1941-1945 гг.»;
- Медали.